# Gran Premio motociclistico di Catalogna 2023
Il Gran Premio motociclistico di Catalogna 2023 è stato l'undicesima prova del motomondiale del 2023. Le vittorie nelle quattro classi sono andate a: Aleix Espargaró in entrambe la gare della MotoGP, Jake Dixon in Moto2, David Alonso in Moto3, Andrea Mantovani e Mattia Casadei nelle due gare della MotoE.

## MotoGP

### Sprint

#### Arrivati al traguardo
| Pos. | Nº | Pilota                | Squadra                     | Motocicletta       | Giri | Tempo     | Griglia | Punti |
| ---- | -- | --------------------- | --------------------------- | ------------------ | ---- | --------- | ------- | ----- |
| 1º   | 41 | Aleix Espargaró       | Aprilia Racing              | Aprilia RS-GP      | 12   | 20'02.744 | 2º      | 12    |
| 2º   | 1  | Francesco Bagnaia     | Ducati Lenovo               | Ducati Desmosedici | 12   | +1.989    | 1º      | 9     |
| 3º   | 12 | Maverick Viñales      | Aprilia Racing              | Aprilia RS-GP      | 12   | +2.040    | 4º      | 7     |
| 4º   | 33 | Brad Binder           | Red Bull KTM Factory Racing | KTM RC16           | 12   | +2.857    | 9º      | 6     |
| 5º   | 89 | Jorge Martín          | Prima Pramac Racing         | Ducati Desmosedici | 12   | +4.341    | 5º      | 5     |
| 6º   | 88 | Miguel Oliveira       | CryptoData RNF              | Aprilia RS-GP      | 12   | +4.940    | 3º      | 4     |
| 7º   | 5  | Johann Zarco          | Prima Pramac Racing         | Ducati Desmosedici | 12   | +6.746    | 6º      | 3     |
| 8º   | 72 | Marco Bezzecchi       | Mooney VR46 Racing          | Ducati Desmosedici | 12   | +6.888    | 10º     | 2     |
| 9º   | 23 | Enea Bastianini       | Ducati Lenovo               | Ducati Desmosedici | 12   | +8.068    | 14º     | 1     |
| 10º  | 73 | Álex Márquez          | Gresini Racing              | Ducati Desmosedici | 12   | +10.380   | 7º      |       |
| 11º  | 93 | Marc Márquez          | Repsol Honda                | Honda RC213V       | 12   | +11.823   | 11º     |       |
| 12º  | 10 | Luca Marini           | Mooney VR46 Racing          | Ducati Desmosedici | 12   | +11.900   | 18º     |       |
| 13º  | 49 | Fabio Di Giannantonio | Gresini Racing              | Ducati Desmosedici | 12   | +12.018   | 8º      |       |
| 14º  | 25 | Raúl Fernández        | CryptoData RNF              | Aprilia RS-GP      | 12   | +13.284   | 15º     |       |
| 15º  | 21 | Franco Morbidelli     | Monster Energy Yamaha       | Yamaha YZR-M1      | 12   | +16.207   | 16º     |       |
| 16º  | 43 | Jack Miller           | Red Bull KTM Factory Racing | KTM RC16           | 12   | +16.404   | 12º     |       |
| 17º  | 37 | Augusto Fernández     | GasGas Factory Racing Tech3 | KTM RC16           | 12   | +16.534   | 19º     |       |
| 18º  | 20 | Fabio Quartararo      | Monster Energy Yamaha       | Yamaha YZR-M1      | 12   | +17.147   | 17º     |       |
| 19º  | 27 | Iker Lecuona          | LCR Honda Castrol           | Honda RC213V       | 12   | +18.658   | 22º     |       |
| 20º  | 30 | Takaaki Nakagami      | LCR Honda Idemitsu          | Honda RC213V       | 12   | +19.080   | 21º     |       |
| 21º  | 36 | Joan Mir              | Repsol Honda                | Honda RC213V       | 12   | +19.574   | 20º     |       |

#### Ritirato
| Nº | Pilota        | Squadra                     | Motocicletta | Giri | Griglia |
| -- | ------------- | --------------------------- | ------------ | ---- | ------- |
| 44 | Pol Espargaró | GasGas Factory Racing Tech3 | KTM RC16     | 3    | 13º     |

### Gara
La gara della MotoGP, che prevedeva 24 giri, è stata interrotta dopo incidenti multipli nelle curve 1 e 2 del primo giro. È in seguito ricominciata sui 23 giri dalla griglia di partenza originale, ma senza gli infortunati Francesco Bagnaia ed Enea Bastianini; a seguito di ciò, si sono ritirati nei primi giri per motivi tecnici anche Pol Espargaró, Brad Binder e Raúl Fernández.
Con la vittoria di Aleix Espargaró e il secondo posto del compagno di squadra Maverick Viñales, Aprilia ottiene la sua prima doppietta in MotoGP e, in generale, nella classe regina.

#### Arrivati al traguardo
| Pos. | Nº | Pilota                | Squadra                     | Motocicletta       | Giri | Tempo     | Griglia | Punti |
| ---- | -- | --------------------- | --------------------------- | ------------------ | ---- | --------- | ------- | ----- |
| 1º   | 41 | Aleix Espargaró       | Aprilia Racing              | Aprilia RS-GP      | 23   | 38'56.159 | 2º      | 25    |
| 2º   | 12 | Maverick Viñales      | Aprilia Racing              | Aprilia RS-GP      | 23   | +0.377    | 4º      | 20    |
| 3º   | 89 | Jorge Martín          | Prima Pramac Racing         | Ducati Desmosedici | 23   | +2.831    | 5º      | 16    |
| 4º   | 5  | Johann Zarco          | Prima Pramac Racing         | Ducati Desmosedici | 23   | +4.867    | 6º      | 13    |
| 5º   | 88 | Miguel Oliveira       | CryptoData RNF              | Aprilia RS-GP      | 23   | +7.529    | 3º      | 11    |
| 6º   | 73 | Álex Márquez          | Gresini Racing              | Ducati Desmosedici | 23   | +10.590   | 7º      | 10    |
| 7º   | 20 | Fabio Quartararo      | Monster Energy Yamaha       | Yamaha YZR-M1      | 23   | +10.821   | 17º     | 9     |
| 8º   | 43 | Jack Miller           | Red Bull KTM Factory Racing | KTM RC16           | 23   | +10.880   | 12º     | 8     |
| 9º   | 37 | Augusto Fernández     | GasGas Factory Racing Tech3 | KTM RC16           | 23   | +12.889   | 19º     | 7     |
| 10º  | 49 | Fabio Di Giannantonio | Gresini Racing              | Ducati Desmosedici | 23   | +13.280   | 8º      | 6     |
| 11º  | 10 | Luca Marini           | Mooney VR46 Racing          | Ducati Desmosedici | 23   | +16.491   | 18º     | 5     |
| 12º  | 72 | Marco Bezzecchi       | Mooney VR46 Racing          | Ducati Desmosedici | 23   | +16.561   | 10º     | 4     |
| 13º  | 93 | Marc Márquez          | Repsol Honda                | Honda RC213V       | 23   | +21.616   | 11º     | 3     |
| 14º  | 21 | Franco Morbidelli     | Monster Energy Yamaha       | Yamaha YZR-M1      | 23   | +23.108   | 16º     | 2     |
| 15º  | 30 | Takaaki Nakagami      | LCR Honda Idemitsu          | Honda RC213V       | 23   | +26.740   | 21º     | 1     |
| 16º  | 27 | Iker Lecuona          | LCR Honda Castrol           | Honda RC213V       | 23   | +28.860   | 22º     |       |
| 17º  | 36 | Joan Mir              | Repsol Honda                | Honda RC213V       | 23   | +33.929   | 20º     |       |

#### Ritirati
| Nº | Pilota         | Squadra                     | Motocicletta  | Giri | Griglia |
| -- | -------------- | --------------------------- | ------------- | ---- | ------- |
| 25 | Raúl Fernández | CryptoData RNF              | Aprilia RS-GP | 10   | 15º     |
| 33 | Brad Binder    | Red Bull KTM Factory Racing | KTM RC16      | 3    | 9º      |
| 44 | Pol Espargaró  | GasGas Factory Racing Tech3 | KTM RC16      | 1    | 13º     |

#### Non partiti
| Nº | Pilota            | Squadra       | Motocicletta       | Griglia |
| -- | ----------------- | ------------- | ------------------ | ------- |
| 1  | Francesco Bagnaia | Ducati Lenovo | Ducati Desmosedici | 1º      |
| 23 | Enea Bastianini   | Ducati Lenovo | Ducati Desmosedici | 14º     |

## Moto2

### Arrivati al traguardo
| Pos. | Nº | Pilota                  | Squadra                        | Motocicletta | Giri | Tempo     | Griglia | Punti |
| ---- | -- | ----------------------- | ------------------------------ | ------------ | ---- | --------- | ------- | ----- |
| 1º   | 96 | Jake Dixon              | Asterius GasGas Aspar          | Kalex        | 21   | 36'51.330 | 1º      | 25    |
| 2º   | 40 | Arón Canet              | Pons Wegow Los40               | Kalex        | 21   | +0.205    | 2º      | 20    |
| 3º   | 75 | Albert Arenas           | Red Bull KTM Ajo               | Kalex        | 21   | +1.027    | 5º      | 16    |
| 4º   | 11 | Sergio García           | Pons Wegow Los40               | Kalex        | 21   | +2.258    | 8º      | 13    |
| 5º   | 18 | Manuel González         | Correos Prepago Yamaha VR46    | Kalex        | 21   | +2.662    | 4º      | 11    |
| 6º   | 37 | Pedro Acosta            | Red Bull KTM Ajo               | Kalex        | 21   | +3.664    | 9º      | 10    |
| 7º   | 79 | Ai Ogura                | Idemitsu Honda Team Asia       | Kalex        | 21   | +4.239    | 3º      | 9     |
| 8º   | 21 | Alonso López            | Beta Tools SpeedUp             | Boscoscuro   | 21   | +4.314    | 7º      | 8     |
| 9º   | 22 | Sam Lowes               | Elf Marc VDS Racing            | Kalex        | 21   | +4.607    | 11º     | 7     |
| 10º  | 13 | Celestino Vietti        | Fantic Racing                  | Kalex        | 21   | +8.729    | 15º     | 6     |
| 11º  | 16 | Joe Roberts             | Italtrans Racing               | Kalex        | 21   | +9.476    | 14º     | 5     |
| 12º  | 7  | Barry Baltus            | Fieten Olie Racing GP          | Kalex        | 21   | +9.596    | 10º     | 4     |
| 13º  | 54 | Fermín Aldeguer         | Beta Tools SpeedUp             | Boscoscuro   | 21   | +9.821    | 6º      | 3     |
| 14º  | 35 | Somkiat Chantra         | Idemitsu Honda Team Asia       | Kalex        | 21   | +10.970   | 12º     | 2     |
| 15º  | 52 | Jeremy Alcoba           | QJMotor Gresini                | Kalex        | 21   | +11.183   | 16º     | 1     |
| 16º  | 24 | Marcos Ramírez          | OnlyFans American Racing       | Kalex        | 21   | +11.315   | 18º     |       |
| 17º  | 14 | Tony Arbolino           | Elf Marc VDS Racing            | Kalex        | 21   | +16.859   | 20º     |       |
| 18º  | 84 | Zonta van den Goorbergh | Fieten Olie Racing GP          | Kalex        | 21   | +18.347   | 17º     |       |
| 19º  | 3  | Lukas Tulovic           | Liqui Moly Husqvarna Intact GP | Kalex        | 21   | +25.537   | 22º     |       |
| 20º  | 72 | Borja Gómez             | Fantic Racing                  | Kalex        | 21   | +25.788   | 27º     |       |
| 21º  | 71 | Dennis Foggia           | Italtrans Racing               | Kalex        | 21   | +26.188   | 23º     |       |
| 22º  | 73 | Mattia Rato             | Pertamina Mandalika SAG        | Kalex        | 21   | +29.443   | 25º     |       |
| 23º  | 33 | Rory Skinner            | OnlyFans American Racing       | Kalex        | 21   | +35.208   | 24º     |       |
| 24º  | 5  | Kōta Nozane             | Correos Prepago Yamaha VR46    | Kalex        | 21   | +39.363   | 29º     |       |
| 25º  | 28 | Izan Guevara            | Asterius GasGas Aspar          | Kalex        | 21   | +52.086   | 28º     |       |
| 26º  | 55 | Yeray Ruiz              | Forward Team                   | Forward      | 21   | +53.208   | 30º     |       |

### Ritirati
| Nº | Pilota         | Squadra                        | Motocicletta | Giri | Griglia |
| -- | -------------- | ------------------------------ | ------------ | ---- | ------- |
| 12 | Filip Salač    | QJMotor Gresini                | Kalex        | 16   | 13º     |
| 64 | Bo Bendsneyder | Pertamina Mandalika SAG        | Kalex        | 8    | 19º     |
| 8  | Senna Agius    | Liqui Moly Husqvarna Intact GP | Kalex        | 7    | 21º     |
| 67 | Alberto Surra  | Forward Team                   | Forward      | 0    | 26º     |

## Moto3
I piloti Iván Ortolá e Joel Kelso inizialmente classificatisi in decima e diciottesima posizione in gara, vengono squalificati per olio irregolare. La squalifica è retroattiva pertanto Ortolá si vede togliere anche la pole position che viene riassegnata a Deniz Öncü, autore del secondo miglior tempo nelle qualifiche ufficiali.

### Arrivati al traguardo
| Pos. | Nº | Pilota             | Squadra                        | Motocicletta  | Giri | Tempo     | Griglia | Punti |
| ---- | -- | ------------------ | ------------------------------ | ------------- | ---- | --------- | ------- | ----- |
| 1º   | 80 | David Alonso       | Gaviota GasGas Aspar           | Gas Gas       | 18   | 33'00.945 | 12º     | 25    |
| 2º   | 5  | Jaume Masiá        | Leopard Racing                 | Honda NSF250R | 18   | +0.076    | 4º      | 20    |
| 3º   | 99 | José Antonio Rueda | Red Bull KTM Ajo               | KTM RC 250 GP | 18   | +0.234    | 7º      | 16    |
| 4º   | 71 | Ayumu Sasaki       | Liqui Moly Husqvarna Intact GP | Husqvarna     | 18   | +0.289    | 13º     | 13    |
| 5º   | 82 | Stefano Nepa       | Angeluss MTA                   | KTM RC 250 GP | 18   | +0.401    | 8º      | 11    |
| 6º   | 54 | Riccardo Rossi     | SIC58 Squadra Corse            | Honda NSF250R | 18   | +0.524    | 10º     | 10    |
| 7º   | 27 | Kaito Toba         | SIC58 Squadra Corse            | Honda NSF250R | 18   | +0.680    | 9º      | 9     |
| 8º   | 24 | Tatsuki Suzuki     | Leopard Racing                 | Honda NSF250R | 18   | +0.967    | 6º      | 8     |
| 9º   | 6  | Ryusei Yamanaka    | Gaviota GasGas Aspar           | Gas Gas       | 18   | +1.060    | 20º     | 7     |
| 10º  | 18 | Matteo Bertelle    | Rivacold Snipers               | Honda NSF250R | 18   | +1.304    | 5º      | 6     |
| 11º  | 53 | Deniz Öncü         | Red Bull KTM Ajo               | KTM RC 250 GP | 18   | +6.129    | 2º      | 5     |
| 12º  | 43 | Xavier Artigas     | CFMoto Racing PrüstelGP        | CFMoto        | 18   | +6.458    | 22º     | 4     |
| 13º  | 72 | Taiyo Furusato     | Honda Team Asia                | Honda NSF250R | 18   | +6.485    | 14º     | 3     |
| 14º  | 55 | Romano Fenati      | Rivacold Snipers               | Honda NSF250R | 18   | +6.964    | 15º     | 2     |
| 15º  | 19 | Scott Ogden        | VisionTrack Racing             | Honda NSF250R | 18   | +6.679    | 29º     | 1     |
| 16º  | 10 | Diogo Moreira      | MT Helmets - MSI               | KTM RC 250 GP | 18   | +7.024    | 17º     |       |
| 17º  | 64 | Mario Aji          | Honda Team Asia                | Honda NSF250R | 18   | +7.150    | 21º     |       |
| 18º  | 33 | Tatchakorn Buasri  | Honda Team Asia                | Honda NSF250R | 18   | +7.170    | 25º     |       |
| 19º  | 38 | David Salvador     | CIP Green Power                | KTM RC 250 GP | 18   | +10.354   | 18º     |       |
| 20º  | 96 | Daniel Holgado     | Red Bull KTM Tech3             | KTM RC 250 GP | 18   | +14.757   | 11º     |       |
| 21º  | 70 | Joshua Whatley     | VisionTrack Racing             | Honda NSF250R | 18   | +18.755   | 26º     |       |
| 22º  | 92 | David Almansa      | Finetwork Intact GP            | Husqvarna     | 18   | +18.800   | 23º     |       |
| 23º  | 20 | Lorenzo Fellon     | CIP Green Power                | KTM RC 250 GP | 18   | +27.664   | 24º     |       |
| 24º  | 63 | Syarifuddin Azman  | MT Helmets - MSI               | KTM RC 250 GP | 18   | +32.185   | 28º     |       |
| 25º  | 22 | Ana Carrasco       | Boé Motorsports                | KTM RC 250 GP | 18   | +32.287   | 27º     |       |

### Ritirati
| Nº | Pilota          | Squadra            | Motocicletta  | Giri | Griglia |
| -- | --------------- | ------------------ | ------------- | ---- | ------- |
| 44 | David Muñoz     | Boé Motorsports    | KTM RC 250 GP | 17   | 19º     |
| 7  | Filippo Farioli | Red Bull KTM Tech3 | KTM RC 250 GP | 4    | 16º     |

### Squalificati
| Nº | Pilota      | Squadra                 | Motocicletta  |
| -- | ----------- | ----------------------- | ------------- |
| 48 | Iván Ortolá | Angeluss MTA            | KTM RC 250 GP |
| 66 | Joel Kelso  | CFMoto Racing PrüstelGP | CFMoto        |

## MotoE
Tutti i piloti sono dotati di motocicletta fornita dalla Ducati.

### Gara 1

#### Arrivati al traguardo
| Pos. | Nº | Pilota             | Squadra                    | Giri | Tempo     | Griglia | Punti |
| ---- | -- | ------------------ | -------------------------- | ---- | --------- | ------- | ----- |
| 1º   | 9  | Andrea Mantovani   | RNF                        | 7    | 12'47.539 | 3º      | 25    |
| 2º   | 40 | Mattia Casadei     | HP Pons Los40              | 7    | +0.044    | 2º      | 20    |
| 3º   | 4  | Héctor Garzó       | Dynavolt Intact GP         | 7    | +0.230    | 7º      | 16    |
| 4º   | 11 | Matteo Ferrari     | Felo Gresini               | 7    | +0.950    | 6º      | 13    |
| 5º   | 29 | Nicholas Spinelli  | HP Pons Los40              | 7    | +1.011    | 8º      | 11    |
| 6º   | 3  | Randy Krummenacher | Dynavolt Intact GP         | 7    | +2.129    | 11º     | 10    |
| 7º   | 81 | Jordi Torres       | Openbank Aspar             | 7    | +2.524    | 1º      | 9     |
| 8º   | 77 | Miquel Pons        | LCR E-Team                 | 7    | +2.962    | 5º      | 8     |
| 9º   | 61 | Alessandro Zaccone | Tech3 E-racing             | 7    | +3.102    | 9º      | 7     |
| 10º  | 34 | Kevin Manfredi     | Ongetta SIC58 Squadracorse | 7    | +3.379    | 14º     | 6     |
| 11º  | 21 | Kevin Zannoni      | Ongetta SIC58 Squadracorse | 7    | +6.106    | 4º      | 5     |
| 12º  | 51 | Eric Granado       | LCR E-Team                 | 7    | +9.173    | 10º     | 4     |
| 13º  | 78 | Hikari Ōkubo       | Tech3 E-racing             | 7    | +11.958   | 18º     | 3     |
| 14º  | 99 | Óscar Gutiérrez    | Prettl Pramac              | 7    | +12.075   | 12º     | 2     |
| 15º  | 72 | Alessio Finello    | Felo Gresini               | 7    | +12.197   | 13º     | 1     |
| 16º  | 6  | María Herrera      | OpenBank Aspar             | 7    | +16.270   | 16º     |       |

#### Ritirato
| Nº | Pilota     | Squadra | Giri | Griglia |
| -- | ---------- | ------- | ---- | ------- |
| 8  | Mika Pérez | RNF     | 4    | 15º     |

#### Squalificato
| Nº | Pilota       | Squadra       | Giri | Griglia |
| -- | ------------ | ------------- | ---- | ------- |
| 53 | Esteve Rabat | Prettl Pramac | 6    | 17º     |

### Gara 2

#### Arrivati al traguardo
| Pos. | Nº | Pilota             | Squadra                    | Giri | Tempo     | Griglia | Punti |
| ---- | -- | ------------------ | -------------------------- | ---- | --------- | ------- | ----- |
| 1º   | 40 | Mattia Casadei     | HP Pons Los40              | 7    | 12'47.019 | 2º      | 25    |
| 2º   | 9  | Andrea Mantovani   | RNF                        | 7    | +0.072    | 3º      | 20    |
| 3º   | 29 | Nicholas Spinelli  | HP Pons Los40              | 7    | +0.388    | 8º      | 16    |
| 4º   | 4  | Héctor Garzó       | Dynavolt Intact GP         | 7    | +0.424    | 7º      | 13    |
| 5º   | 11 | Matteo Ferrari     | Felo Gresini               | 7    | +0.498    | 6º      | 11    |
| 6º   | 77 | Miquel Pons        | LCR E-Team                 | 7    | +1.071    | 5º      | 10    |
| 7º   | 21 | Kevin Zannoni      | Ongetta SIC58 Squadracorse | 7    | +1.208    | 4º      | 9     |
| 8º   | 61 | Alessandro Zaccone | Tech3 E-racing             | 7    | +1.801    | 9º      | 8     |
| 9º   | 3  | Randy Krummenacher | Dynavolt Intact GP         | 7    | +2.596    | 11º     | 7     |
| 10º  | 51 | Eric Granado       | LCR E-Team                 | 7    | +4.458    | 10º     | 6     |
| 11º  | 99 | Óscar Gutiérrez    | Prettl Pramac              | 7    | +4.654    | 12º     | 5     |
| 12º  | 34 | Kevin Manfredi     | Ongetta SIC58 Squadracorse | 7    | +6.389    | 14º     | 4     |
| 13º  | 78 | Hikari Ōkubo       | Tech3 E-racing             | 7    | +11.180   | 18º     | 3     |
| 14º  | 8  | Mika Pérez         | RNF                        | 7    | +11.236   | 15º     | 2     |
| 15º  | 72 | Alessio Finello    | Felo Gresini               | 7    | +15.523   | 13º     | 1     |
| 16º  | 6  | María Herrera      | OpenBank Aspar             | 7    | +15.670   | 16º     |       |

#### Ritirati
| Nº | Pilota       | Squadra        | Giri | Griglia |
| -- | ------------ | -------------- | ---- | ------- |
| 81 | Jordi Torres | Openbank Aspar | 5    | 1º      |
| 53 | Esteve Rabat | Prettl Pramac  | 4    | 17º     |